# Konstituering
Konstituering (fra latin: constituere; opstille, fastsætte) betyder i forenings- og rådssammenhæng at man beslutter, hvem der skal have hvilke poster og ansvarsområder.
I dansk kommunalpolitik (byråd, amtsråd, regionsråd etc.) er konstitueringen den proces, hvor borgmester- og andre poster besættes. Formelt foregår konstitueringen på det førstkommende møde efter valget, men reelt begynder konstitueringsprocessen som regel på valgaftenen og munder ud i en skriftlig konstitueringsaftale, der udover aftalen om fordelingen af poster også kan indeholde politiske hensigtserklæringer, men ikke nødvendigvis gør det. Sådanne aftaler er ikke juridisk bindende, og der har således i nyere kommunalpolitisk historie været adskillige eksempler på, at partier og kandidater er løbet fra konstitueringsaftaler og har indgået en ny. Det skete eksempelvis i Albertslund efter kommunalvalget 2021, hvor SF en kort overgang havde borgmesterposten, men hvor Socialdemokratiets borgmesterkandidat og mangeårige borgmester Steen Christiansen brød aftalen og lavede en ny, der atter gjorde ham til borgmester.
Der er også flere eksempler, at partier midt i valgperioden bryder med en konstituering og laver en ny, eksempelvis for at isolere et enkelt parti fra politisk indflydelse. Det skete i Langeland Kommune i 2014, hvor Venstre gennem en nykonstituering med Dansk Folkeparti og en lokalliste fjernede Socialdemokratiet fra alle udvalgsformandsposter.